# 크리스티안 도트르몽
크리스티안 도트르몽(Christian Dotremont, 1922년 12월 12일~1979년 8월 20일)은 벨기에 테뷰런에서 태어난 벨기에의 화가이자 시인이다. 그는 1946년에 혁명적 초현실주의 그룹의 창립 멤버였으며 덴마크 예술가 아스게르 요른과 함께 예술가 그룹 CoBrA를 결성하기도 했다. 이러한 자격으로 그는 앙리 르페브르의 비평 Critique de la vie comunidienne (1946)이 그룹의 주목을 받게 하는데 책임이 있었다. 도트르몽은 후에 그림으로 그린 시(프랑스어: Peinture mots)로 유명해졌는데, 그는 이를 로고그램(logograms)이라고 불렀다.

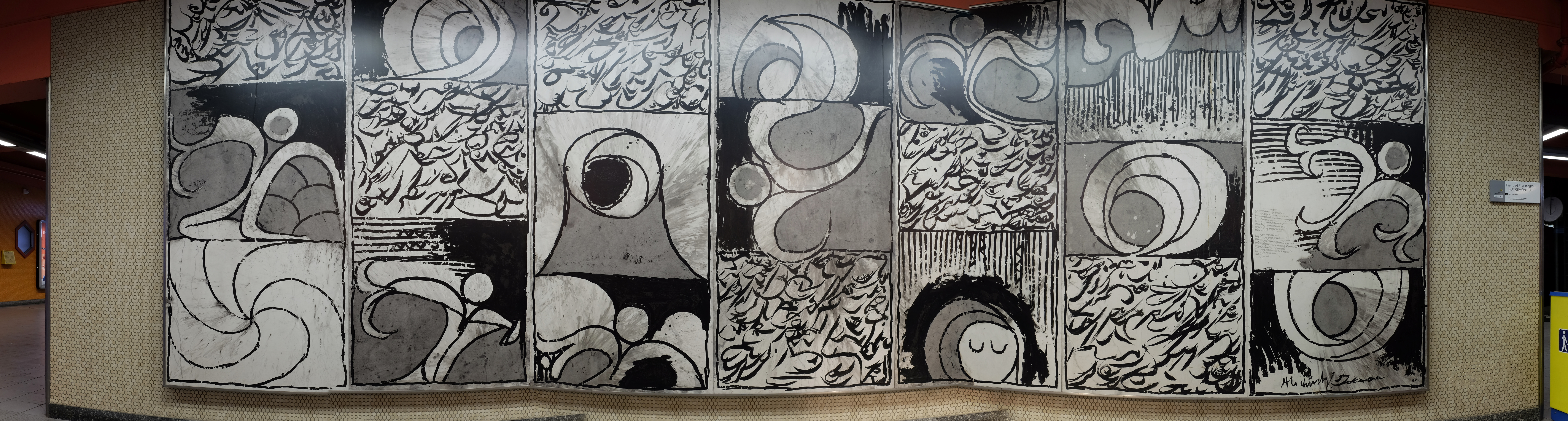
도트르몽과 피에르 알레친스키가 1976년에 제작한 공공예술 Sept Écritures

도트르몽은 1979년 벨기에 바위징엔에서 결핵으로 사망했다.

## 참고 문헌
- Labisse (1946)
- Les jambages au cou (1949)
- Cobra 1948 - 1951 - with an introduction by Christian Dotremont, (1980, Jean-Michel Place)
- Cartes et lettres : correspondance 1966-1979 (1986)